# Венечник
Вене́чник, или Анте́рикум (лат. Anthéricum) — род многолетних травянистых растений семейства Спаржевые (Asparagaceae).

## Этимология названия
Латинское название Anthericum образовано от греч. ανθερικος — соломина, что указывает на узкие листья растения.

## Ботаническое описание

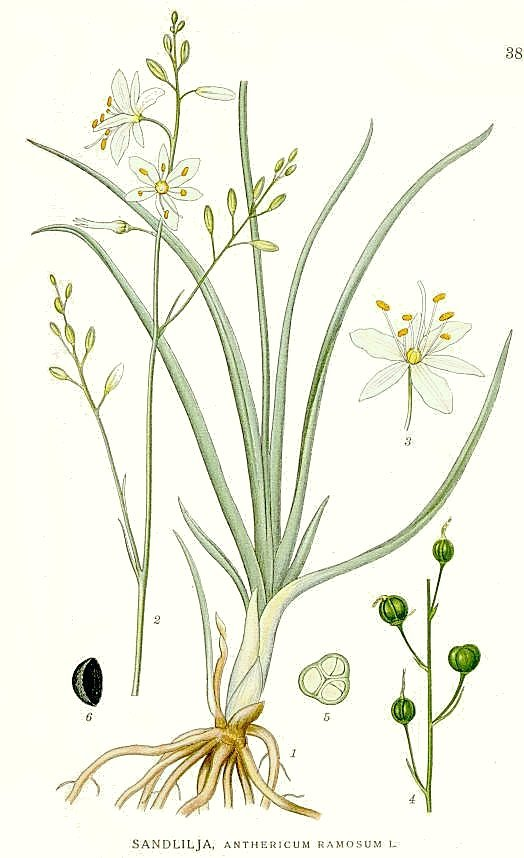
Венечник ветвистый (Anthericum ramosum).

Многолетние травянистые растения с короткими корневищами и слегка сочными корнями, иногда формируют клубни. Виды из Центральной Европы лишены опушения. Стебли ветвящиеся. Узкие зелёные плоские листья с влагалищами, заостряющиеся к концу, собраны в прикорневую розетку.
Цветки собраны в верхушечные кистевидные или метельчатые соцветия. Имеется 6 свободных, радиально расположенных, с 3 или 7 жилками, белых прицветников. Есть 6 тычинок, из которых 3 — длинные и 3 — короткие, однако все короче чашелистиков. Пестик 1.
Плод — коробочка, содержащая 2—8 семян.

## Распространение
Тропические растения. Наибольшее число видов рода произрастает в Южной Африке и на Мадагаскаре, некоторые виды обнаружены в Южной Америке, Мексике и Европе.

## Хозяйственное значение и применение
Некоторые виды (венечник ветвистый, венечник лилиаго) используются в качестве декоративных растений.

## Виды
По информации базы данных The Plant List, род включает 9 видов:
- Anthericum angustifolium Hochst. ex A.Rich.
- Anthericum baeticum (Boiss.) Boiss.
- Anthericum ×confusum Domin
- Anthericum corymbosum Baker
- Anthericum haygarthii Kies ex Oberm.
- Anthericum jamesii Baker
- Anthericum liliago L. — Венечник лилиаго
- Anthericum neghellense (Cufod.) Bjorå & Sebsebe
- Anthericum ramosum L. — Венечник ветвистыйtypus[1]